# Andrea Chiocco
Andrea Chiocco, né à Vérone en 1562 et mort dans cette même ville le 3 avril 1624, est un médecin italien.

## Biographie
Il est professeur de médecine à Vérone, sa patrie, où il est mort en 1624, cultivera avec succès la philosophie, sous les rapports de l’histoire naturelle. 

## Œuvres

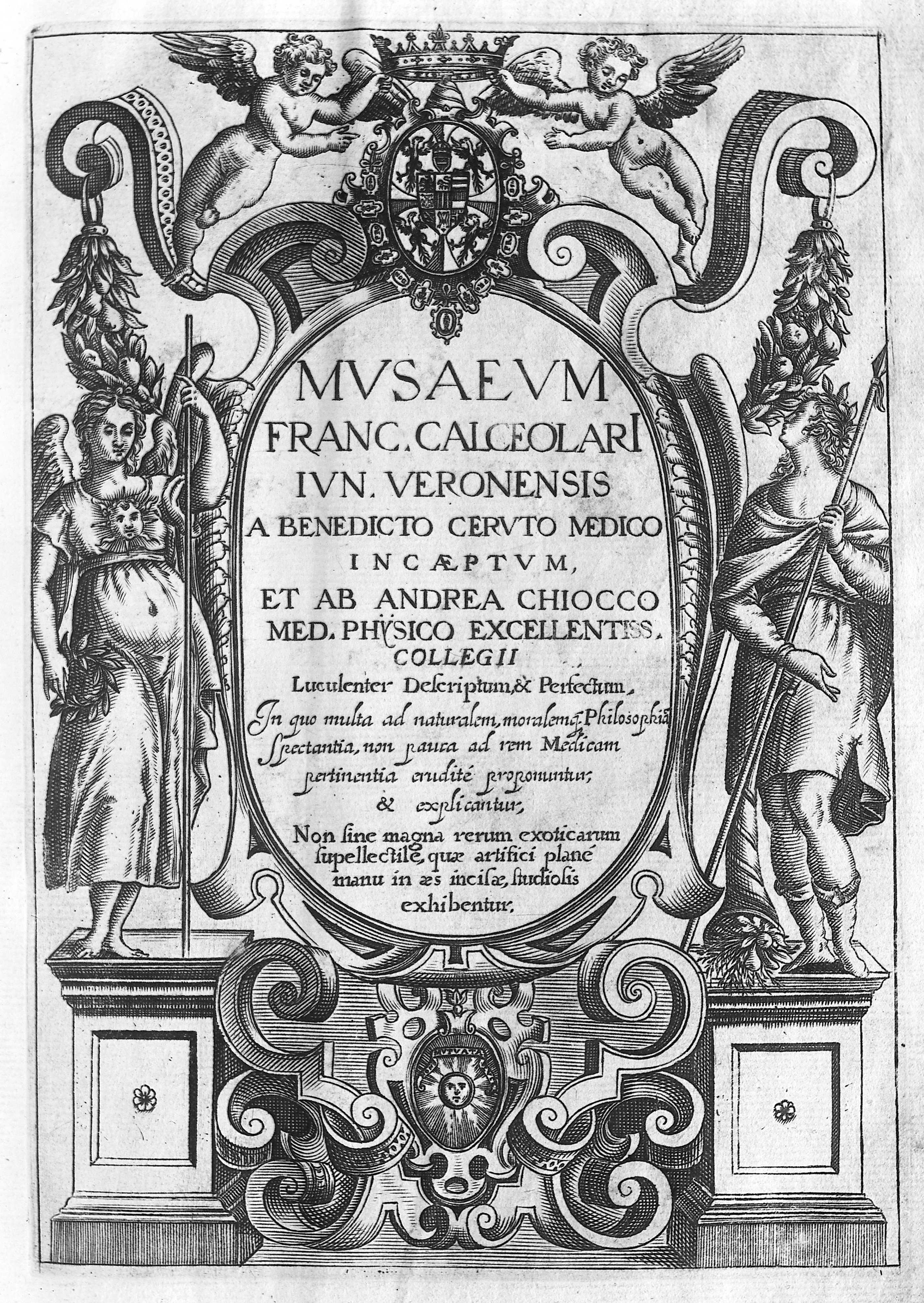
Andrea Chiocco et Benedetto Ceruti, Musaeum Francisci Calceolarii junioris, Vérone, 1622

- De Balsami Natura et Viribus juxta Dioscoridis placita, carmen, Verone, 1696, in-4°, petit poème didactique ;
- De Cæli Veronensis Clementia, ibid., 1597, in-4° ;
- Quæstionum philosophicarum et medicarum libri tres, Vérone, 1593, in-4° ; Venise, 1604, in-4° ;
- Psoricon, seu de Scabie libri duo, carmine conscripti, Vérone, 1593, in-4° ;
- Commentarius quæstionun quarumdam de febre mali moris et de morbis epidemicis ; item Disputatio de sectione venæ in obstructione ab humorum qualitate, Venise, 1604, in-4° ;
- Musaeum Francisci Calceolarii junioris, Vérone, 1622 (lire en ligne). Des bibliographies indiquent une autre édition in-4°, faite dans la même ville, en 1623 ; mais il est douteux qu’elle existe. Les descriptions se ressentent de l’esprit du temps et de l’état où était alors l’histoire naturelle ; elles n’ont pas la précision de celles que l’on fait aujourd’hui, et sont surchargées de trop d’érudition. Ce livre, intéressant par son sujet et par l’époque où il parut, est l’un des premiers que l’on ait publiés sur cette matière ; il fut dédié, par Francesco Calzolari, le jeune, à Ferdinand de Gonzague de Mantoue.
- De Collegii Veronensis illustribus Medicis et Philosophis, qui collegium patriam, et bonas artes illustrarunt, Vérone, 1623, in-4°.